# Hoop Dreams
Hoop Dreams è un documentario del 1994, diretto da Steve James.
Nel 2005 è stato scelto per la conservazione nel National Film Registry della Biblioteca del Congresso degli Stati Uniti. E nel 2015 è stato inserito al primo posto nella classifica dei migliori film sportivi di sempre secondo Rolling Stone.

## Trama
Il film segue le vicende di William Gates e Arthur Agee, due adolescenti afroamericani reclutati da uno scout della St. Joseph High School a Westchester, nell'Illinois, una scuola prevalentemente bianca con un programma di basket eccezionale, i cui ex allievi includono la grande star NBA Isiah Thomas.
Agee e Gates provengono entrambi da quartieri afroamericani poveri di Chicago, nell'Illinois. Gates viveva a Cabrini-Green mentre Agee e la sua famiglia risiedono a West Garfield Park.
Viaggiando 90 minuti per arrivare a scuola, sopportando lunghi e difficili allenamenti e dovendo acclimatarsi a un ambiente sociale straniero, Gates e Agee lottano per migliorare le loro capacità atletiche in un mercato del lavoro con una forte competizione. Lungo il loro percorso scolastico, le loro famiglie celebrano i loro successi e si supportano a vicenda durante i periodi di difficoltà economiche causati dal cambiamento scolastico.
Il film solleva una serie di questioni riguardanti i problemi razziali, sociali ed economici negli Stati Uniti degli anni '90.

## Riconoscimenti
- 1994 – National Board of Review of Motion Pictures
  - Miglior documentario
- 1995 – Kansas City Film Critics Circle Awards
  - Miglior documentario
- 1995 – Premio Oscar
  - Candidato per il miglior montaggio a Frederick Marx, Steve James e William Haugse